# Microsoft InfoPath
Microsoft InfoPath是用來開發以XML為基礎的表格的應用程式。於2003年末首次發布作為微軟Office 2003套餐程式的一部分。InfoPath主要特點是它對自訂的XML概要支援，以創作和查驗XML文件的能力。它可透過MSXML與SOAP工具包利用XML Web Services連接到外部系統 ，並且後端和中間層系統可設定來利用Web Services標準如SOAP，UDDI，以及WSDL來溝通。另外，因為InfoPath文件是基於XML的，它可從外部資料庫資源調用資料綁定到表格控制元件而非InfoPath本身。
这裡有一个例子可以说明InfoPath可以用来做什么：用户在他们的笔记本上使用InfoPath离线填写一张表单。InfoPath可以检查这张表单里一些字段的合法性，用户可以附加一个数字签名。然后用户可以连接到服务器，提交表单（以XML形式），等待上级的批准。当用户连接到服务器时，表单模板可以被自动更新。

## 版本
- InfoPath 2003（仅包含于Office 2003专业企业版（仅适用于批量许可），并可单独出售）
- InfoPath 2007（包含于Office 2007旗舰版和批量许可版，专业附加版和企业版）
- InfoPath 2010（InfoPath 2010随Office专业增强版2010提供）
- InfoPath 2013（InfoPath 2013随Office专业增强版2013提供）

## 外部連結
- （英文）微軟Infopath （页面存档备份，存于） - 官方主頁
- （英文）Office 2003: XML Reference Schemas （页面存档备份，存于） - InfoPath使用的XSD與XSLT命名空間
- （英文）了解InfoPath
- （英文）InfoPath 2007嚐鮮
- （英文）InfoPath開發小組部落格 （页面存档备份，存于）